# Estatua de William Wallace
La Estatua de William Wallace (en inglés: William Wallace Statue) en los terrenos de la propiedad Bemersyde, cerca de Melrose en las fronteras escocesas, en el Reino Unido es una estatua conmemorativa de William Wallace. Fue encargada por David Steuart Erskine, 11.º conde de Buchan, y protegido como edificio registrado bajo la categoría B. La estatua fue hecha de piedra arenisca roja por John Smith de Darnick y fue erigida en 1814. Se encuentra a 31 metros de altura y representa a Wallace mirando sobre el río Tweed. En 1991, la Sociedad de Saltire recaudó fondos para una renovación realizada por Bob Heath y Graciella Glenn Ainsworth.